# Їржі Лундак
Їржі Лундак (Jiří Lundák, 31 серпня 1939) — чехословацький академічний веслувальник.
Бронзовий призер Олімпійських Ігор 1960, 1964 років у складі вісімки.
Бронзовий призер Чемпіонату Європи 1963 року в складі вісімки.